# Horace de Vere Cole

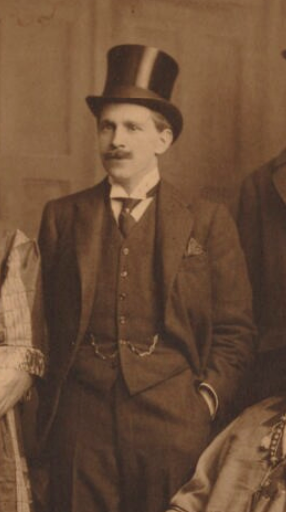
William Horace de Vere Cole

William Horace de Vere Cole (ur. 5 maja 1881, zm. 25 lutego 1936) – brytyjski ekscentryczny arystokrata, poeta i dowcipniś. 
Jego najsłynniejszym kawałem był tzw. Dreadnought hoax z lutego 1910 roku, kiedy to wyprowadził w pole dowódcę pancernika Royal Navy HMS Dreadnought udając, wraz z grupą przyjaciół (w tym m.in. Virginią Woolf), abisyńską delegację rządową.
Jeszcze przed ukończeniem studiów w Trinity College na Uniwersytecie Cambridge , Cole z powodzeniem udawał sułtana Zanzibaru – który w tym samym czasie przebywał w Londynie – wkraczając z "oficjalną wizytą" na swoją własną uczelnię w towarzystwie przyjaciela Adriana Stephena, brata Virginii Woolf. 
Cole, ze swą grzywą włosów nad czołem i szczeciniastymi wąsami, był często mylony z premierem Ramsayem MacDonaldem, wywołując publiczną konsternację, zwłaszcza gdy zaczynał gwałtownie atakować politykę Labour Party. Jego siostra Annie wyszła za mąż za Neville'a Chamberlaina. 
Wkrótce po psikusie z sułtanem Zanzibaru, Cole wykonał całą serię akcji wymierzonych w szczególnie pompatycznych i aroganckich przedstawicieli władz. Celami jego ataków byli członkowie parlamentu, biznesmeni i oficerowie marynarki. Pewnego razu zebrał grupę przyjaciół, którzy pod jego "kierownictwem", przebrani za robotników, wykopali rów w poprzek Piccadilly. Kiedy indziej zaproponował członkowi parlamentu wyścig do najbliższego rogu, dając mu 10-jardowy handicap — nie zapomniawszy uprzednio wsunąć swój złoty zegarek do kieszeni posła. Gdy tylko ten zaczął biec, Cole zawołał policjanta, który zaraz aresztował "kieszonkowca" i zaprowadził na najbliższy komisariat.
Pewnego razu Cole zorganizował przyjęcie, którego uczestnicy odkryli nagle, że do ich nazwisk na biletach wizytowych dodane zostało słowo "bottom" (pol. tyłek). Dowcipniś podarował też bilety na spektakl teatralny pewnej liczbie łysych mężczyzn, których głowy – gdy zasiedli na numerowanych miejscach na parterze – utworzyły brzydkie słowo dobrze widoczne z balkonów. W roku 1919, podczas swego miodowego miesiąca we Włoszech, Cole rozsypał koński nawóz na dostępnym tylko drogą wodną placu św. Marka w Wenecji.
Dziedzica wielkiej fortuny zrujnowały dwa małżeństwa, w rezultacie Cole zmarł jako nędzarz we Francji. 
Cole był również podejrzewany o autorstwo jednego z najbardziej znanych oszustw naukowych, tzw. człowieka z Piltdown, aczkolwiek nigdy się do tego nie przyznał.